# Mina (1964)
Mina es el séptimo álbum de la cantante italiana Mina, el primero publicado por la discográfica Ri-Fi en mayo de 1964.
Es el primer LP con Ri-Fi, la discográfica que editará los trabajos de Mina hasta finales de 1967. Este álbum consta principalmente de covers de clásicos estadounidenses y brasileños (pero también la única canción en italiano presente en el disco, E se domani y Non illuderti, son también covers), es también su primer álbum de estudio real con nuevas canciones grabadas especialmente para la ocasión y no una colección de sencillos, al igual que los anteriores publicados con Italdisc.
Los arreglos, orquesta y dirección orquestal es de Augusto Martelli; la dirección artística y la supervisión técnica corre a cargo de su padre Giordano Bruno Martelli.
En gran parte gracias a E se domani, este álbum es elegido "el mejor álbum del año" por el reconocimiento de la crítica que le otorga a la cantante el Oscar del disco '64.
En 1965 fue el sexto LP más vendido en Italia. El primer lugar de la misma clasificación seguía siendo de Mina con Studio Uno.
Este álbum ha sido reeditado y remasterizado en diversas ocasiones.

## Lista de canciones
| N.º | Título                          | Duración |  |
| 1.  | «The Nearness of You»           | 2:38     |  |
| 2.  | «Angel Eyes»                    | 2:24     |  |
| 3.  | «Nadie me ama (Ninguém me ama)» | 2:47     |  |
| 4.  | «La barca»                      | 3:09     |  |
| 5.  | «Stella by Starlight»           | 2:26     |  |
| 6.  | «Insensatez»                    | 2:37     |  |
| 7.  | «E se domani»                   | 3:08     |  |
| 8.  | «Non illuderti»                 | 2:55     |  |
| 9.  | «Sabor a mí»                    | 3:01     |  |
| 10. | «You Go to My Head»             | 2:53     |  |
| 11. | «Stars Fell on Alabama»         | 3:16     |  |
| 12. | «Everything Happens to Me»      | 2:38     |  |

- Datos: Q3858263